# Фіксатив
Фіксат́ив — розчин шеллаку у спирті, що напилюється на рисунок вугіллям, сангіною чи крейдою, для захисту рисунку від осипання і забруднення.
Користуватися фіксативом можуть із зручністю не тільки малювальники на папері, а й художники, які бажають закріпити на полотні вугільні або крейдяні начерки своїх композицій.